# Eleftherios Venizelos
Eleftherios Venizelos (plným jménem Elefthérios Kyriákou Venizélos, řecky Ελευθέριος Κυριάκου Βενιζέλος) (23. srpna 1864, Chania – 18. března 1936, Paříž) byl významným řeckým revolucionářem, prominentním a proslulým státníkem působícím během první poloviny 20. století. Venizelos zastával několikrát za sebou post předsedy vlády řeckého státu, a to mezi lety 1910 až 1920 a 1928 až 1932. Jeho význačný vliv na vnitřní i vnější záležitosti řeckého státu mu vynesl titul "tvůrce moderního Řecka", někdy je též známý pod dalším titulem Velký Kréťan.
Poprvé se objevil na mezinárodní scéně v souvislosti se svojí významnou rolí ohledně autonomie Kréty v rámci Osmanské říše a posléze jejím spojení (enosis) s Řeckem. Brzy poté byl pozván do samotného Řecka, aby vyřešil tehdejší problematickou politickou situaci a stal se premiérem. Jeho zásluhou byly uskutečněny nejen ústavní a hospodářské reformy, ale také reorganizace armády a námořnictva. Tyto změny vedly k modernizaci řecké společnosti a připravily vojenské složky na nadcházející ozbrojené konflikty.
Během balkánských válek (1912-1913) měl zásadní podíl na vytvoření balkánské ligy (aliance balkánských států proti Osmanské říši). Díky jeho vedení se populace a územní rozsah Řeckého království takřka zdvojnásobily – Řecko získalo Makedonii, Epirus a zbytek Egejských ostrovů.
Během první světové války (1914-1918) se rozhodl přiklonit na stranu Trojdohody a podařilo se mu tak znovu dosáhnout územních zisků. Spolu s tím se však dostal do sporu s tehdejším řeckým králem Konstantinem I., což vedlo k takzvanému národnímu rozkolu. Populace země se tak rozdělila na dva tábory – venizelisty a roajalisty. Mocenský boj, který tak v Řecku vypukl, následně po několik desetiletí ovlivňoval další politický a společenský vývoj země. Přes své úspěchy byl Venizelos roku 1920 poražen ve volbách, což později způsobilo prohru v řecko-turecké válce.
Během následujícího působení ve funkci ministerského předsedy (1928-1932) Venizelos úspěšně normalizoval vztahy se sousedními státy a dále prohloubil své ústavní a hospodářské reformy. Roku 1935 se zúčastnil nezdařeného pokusu o puč, následně vystoupil z politického života a odjel ze země.